# Kōta Suzuki
Kōta Suzuki (japanisch 鈴木 厚太 Suzuki Kōta; * 2. Mai 1997 in Fuji, Präfektur Shizuoka) ist ein japanischer Fußballspieler.

## Karriere
Kōta Suzuki erlernte das Fußballspielen in den Schulmannschaften der Hiromi Secundary School und der Numazu Gakuen Hiryu High School, in der Jugendmannschaft des ACN Jubilo Numazu sowie in der Universitätsmannschaft der Senshū-Universität. Seinen ersten Vertrag unterschrieb er im Februar 2020 bei Azul Claro Numazu. Der Verein aus Numazu, einer Hafenstadt in der Präfektur Shizuoka auf Honshū, spielte in der dritten japanischen Liga, der J3 League. Sein Drittligadebüt gab Kōta Suzuki am 19. September 2020 im Heimspiel gegen den Fukushima United FC. Hier wurde er in der 76. Minute für Naoki Satō eingewechselt. Am 9. August 2021 wechselte er auf Leihbasis zum Tokyo 23 FC. Mit dem Verein spielt er in der Kantō Soccer League.